# Луцій Юлій Цезар III
Луцій Юлій Цезар (лат. Lucius Iulius Caesar, близько 135 до н. е. — 87 до н. е., відомий також під номером III) був сином Луція Юлія Цезаря (II), старшим братом Гая Юлія Цезаря Страбона Вопіска. Брав участь у зміщенні з посади трибуна Луція Аппулея Сатурніна і домігся преторства в 94 р. до н. е., минаючи посади квестора і едила. Пізніше був призначений намісником Македонії.
Під час свого консульства в 90 р. до н. е., яке припало на активну фазу дій в Союзницькій війні, розгромив самнітів. Розробив ряд законів, відомих як «Lex Iulia», зокрема, закон, який забезпечує тим, що не брали участь в Союзницької війні італікам політичні права нарівні з римськими громадянами.
Був убитий разом з братом прихильниками Гая Марія в 87 році, а його голова була виставлена на ораторській трибуні на форумі.

## Родина
Дружина — Фульвія (бл. 130 — після 100 до н. е.), донька Марка Фульвія Флакка, консула 125 року до н. е.
Діти:
- Луцій Юлій Цезар, консул 64 року до н. е.
- Юлія